# Tårnby Fodbold Forening
Tårnby Fodbold Forening (forkortet Tårnby FF eller TFF) er en dansk fodboldklub hjemmehørende i Tårnby på Amager. 

## Klubbens historie
Foreningen blev stiftet den 29. oktober 2004 som en udbryderklub af en gruppe tidligere medlemmer af Tårnby Boldklub, som på de lavereplacerede seniorhold følte sig overset grundet klubbens hårde satsning på ungdomsfodbolden og det daværende overbygningsprojekt Amager United. Stort set hele Tårnby Boldklubs daværende serie 3-hold (samt en del spillere fra andre hold) flyttede over i den nystiftede klub, som blev grundlagt med det formål at forene et godt socialt sammenhold med sportslige resultater.
Klubben blev optaget som fodboldklub i Københavns Boldspil-Union (KBU) samt Københavns Fodbold-Dommerklub (KFD) den 20. januar 2005. Den nye fodboldklub havde ingen faciliteter at tilbyde medlemmerne fra starten, men fik dog tildelt sin første hjemmebane på Kløvermarkens Idrætsanlæg. Der var dog ingen mulighed for decideret fodboldtræning, som kun bestod af en løbetur på en rundstrækning med start og mål ved Kastrup Svømmehal, hvor spillerne ligeledes havde deres omklædning. Først da man blev anerkendt som forening i Tårnby Kommune den 11. marts 2005 fik kommunens nye hold tildelt Pilegårdsskolens skolebane som hjemmebane og fik stillet et mindre klublokale (som senere skulle blive kendt som Grotten) til rådighed i den nordvestlige sektion af skolen. Klublokalet blev sat i stand i vinterpausen før 2006-sæsonen med borde, sofaer, diverse underholdning samt et lille rum til tøj og udstyr.
Efter den svære opstartsfase, hvor bl.a. klubbens nye hjemmebane i en periode var vinterlukket, skulle klubben starte sin første sæson i Serie 4 i en pulje udelukkende bestående af førstehold. Klubbens første officielle turneringskamp blev spillet den 3. april 2005 Kløvermarkens Idrætsanlæg, der gjorde sig ud som midlertidig hjemmebane, mod FC Pharma og blev vundet med cifrene 7-0 foran 41 tilskuere. Klubbens rigtige hjemmebane blev indviet den 18. april med resultatet 4-4 mod FC Nanoq, hvor den første advarsel til en spiller på førsteholdet samtidig blev indkasseret. I den første sæson blev der endvidere sat tilskuerrekord på hjemmebane med 68 tilskuere i en kamp mod Club Wowern den 4. maj – en rekord der stadig stod ved udgangen af 2006. Klubbens første nederlag skete den 9. september i en kamp mod FC Pharma, som blev tabt med cifrene 4-0.
I klubbens første sæson havde formanden Kristian Pedersen primært haft rollen som træner og har senere hen overtaget trænerrollen kortvarigt i forbindelse med karantæner til træneren. Inden starten på 2006-sæsonen fik klubbens bestyrelse dog ansat en lønnet træner for at optimere træningen og sikre en yderligere oprykning. Klubbens første træner blev René Christensen, som blev hentet fra et trænerjob hos Førslev IF. Klubbens bedste hold avancerede to gange i dets første to sæsoner og medlemstallet har de første 2½ år været konstant stigende, hvilket medførte at klubben i 2006 etablerede et andethold og senere et tredjehold tids nok til starten på 2007-sæsonen. Den 1. marts 2007 nåede de guld/sorte op på 120 medlemmer. I vinterpausen 2006/07 engagerede man en ny træner, Martin Fischer, der kom fra Skovlunde IF.
I sommeren 2006 arrangeredes den første udgave af FF-cup i samarbejde med Amager FF. Der lægges ud med 20 minutters kampe med fri udskiftning, som spilles efter KBUs regler for syvmandsfodbold. Det efterfølges af en middag og fest for alle deltagere. Den første turnering havde deltagelse af seksten seniorhold, mens turneringen i 2007 fik deltagelse af 25 hold.
Kvindefodbold blev taget på klubbens program i 2007, hvor man til efterårssæsonen stillede med et 1. damesenior i syvmandsfodbold. Holdets første kamp skulle være spillet den 13. august 2007 mod Boldklubben Viktoria i Fælledparken. Dagen forinden meldte modstanderen imidlertid afbud, da man ikke kunne stille hold og holdet blev af KBU tildelt sin første sejr uden kamp. Holdets første rigtige turneringskamp spilledes i stedet den 25. august 2007 på hjemmebane mod FC Pharma.

### Klubbens formænd
- 2005-2021: Kristian Engelbrecht
- 2021- : Ole Sønder

### Klubbens trænere
- 2005-2006: Kristian Pedersen
- 2006-2007: René Christensen
- 2007-2008: Martin Fischer
- 2008-2008: Allan Morell
- 2008-2009: Thorbjørn Valdsgaard
- 2009-2011: Michael Lagermann
- 2011-2012: Kenneth Skamby Axelsen
- 2012-2013: Martin Jensen
- 2013-2014 : Tim Kindler Hansen
- 2014-2015: Kenny Sørensen
- 2015-2018: Frank Sørensen
- 2018-2019: Michael Lagermann
- 2019- : Timos Adraktas

## Klublogo og spilledragt
Klublogoet blev designet og taget i brug i foråret 2005. Grundelementerne i klubbens guld/sort-farvede logo er en sølvfarvet vikingehjelm (med to myte-belagte hvide horn i siderne) uden yderligere dekorationer, der hviler ovenpå en fodbold for at symbolisere den danske tilknytning samt den eneste idrætsgren der udøves i foreningen. Det forkortede klubnavn, "Tårnby FF", er skrevet i en bue i den øverste del, mens den nederste del består af teksten "2005 KBH DANMARK" skrevet i en bølgedal. Årstallet 2005 i refererer her til perioden, hvor fodboldklubben henholdsvis blev optaget i Københavns Boldspil-Union (KBU) samt anerkendt som forening i Tårnby Kommune, og ikke året 2004, hvor klubben blev grundlagt. Forkortelsen "KBH" refererer til klubbens hjemegn – København i Danmark.
Spilledragten på hjemmebane gør brug af de to klubfarver, spillertrøje i guld og sort samt sorte shorts/strømper, mens udebanedragten er i – til tider – stilren hvid. Denne kombination har været anvendt igennem hele klubbens historie med undtagelse af klubbens første pokalkamp (i de indledende runder under KBU) den 20. april 2006, hvor man i dagens anledning stillede op i lyserøde trøjer, der siden har været anvendt som pokaltrøjer. I 2007 skiftede man Jako ud med Umbro som tøjmærke.

## Klubbens resultater

### DBU's Landspokalturnering
Klubben debuterede i pokalturneringens indledende runder under Københavns Boldspil-Union (KBU) i foråret 2006 mod Serie 1-klubben HB på hjemmebanen Pile Ground i en kamp, som blev vundet med cifrene 2-0. I anden runde mødte klubben Boldklubben Hekla på hjemmebane i en kamp, som klubben vandt med cifrene 7-2. I den tredje runde mødte de Kvalifikationsrække-klubben Skovshoved IF i en kamp, som dog blev tabt med cifrene 2-1.
Klubben er endnu ikke nået forbi de lokale indledende runder, der kvalificerer holdet til DBU's Landspokalturnering.

### Bedrifter i Danmarksturneringen
De sportslige resultater for klubbens førstehold i Danmarksturneringen og KBU's lokale serier igennem årene:
| N. | Række                           | Nr.      | Statistik        | Topscorer               | Bem.               |
| 8 | KBU Serie 1, Pulje 1 (2) 2008   | i/t      | i/t              | i/t                     | Igangværende       |
| 8 | KBU Serie 2, Pulje 1 (4) 2007   | 2. plads | 26-18-3-5 90-35  | Thomas Andersen, 16 mål | Oprykning          |
| 9 | KBU Serie 3, Pulje 1 (7) 2006   | 1. plads | 22-17-3-2 84-44  | Sami Olabi, 29 mål      | Vinder / Oprykning |
| 10 | KBU Serie 4, Pulje 2 (122) 2005 | 1. plads | 22-17-4-1 129-34 | Sami Olabi, 29 mål      | Vinder / Oprykning |
| i/t: Ikke tilgængelig, N.: Rækkens niveau i den pågældende sæson, Nr.: Slutplacering, Bem.: Bemærkning(er) |                                 |          |                  |                         |                    |

### Klubbens hold i rækkerne
Klubbens 1. syv mands hold vandt i 2011 københavner mesterskabet 2 gange, en gang i foråret og en gang i efteråret. Den 31. oktober 2011 vandt de deres første pokal titel med en 4-0 sejr over boldklubben Fremad Amager.

## Fodnoter og Referencer
1. 1 2  "Tårnby FF - en fodboldklub på trods" (PDF). Lokalavisen 2770. 8. maj 2007. Hentet 26. august 2007.
2. ↑  Mads Hey (24. juni 2007). "Tårnby FF leverede en arbejdssejr". www.taarnbyff.dk. Arkiveret fra originalen 28. september 2007. Hentet 26. august 2007.
3. ↑  "De nystrøgne fik stryg". 2770 Tårnby. 7. juli 2007. Arkiveret fra originalen 28. september 2007. Hentet 26. august 2007.
4. ↑  René Thunø (11. maj 2007). "Tårnby FF tørner ud i serie". www.taarnbyff.dk. Arkiveret fra originalen 28. september 2007. Hentet 26. august 2007.
5. ↑  Betina Høj (12. august 2007). "Sejr uden kamp". www.taarnbyff.dk. Arkiveret fra originalen 28. september 2007. Hentet 26. august 2007.
6. ↑  "Pink panther pokalkiller". Tårnby FF. 20. april 2006. Arkiveret fra originalen 28. september 2007. Hentet 26. august 2007.
7. ↑  Puljens nummer i den pågældende serie er konverteret overtil det nye nummereringssystem, som nu anvendes af alle lokalunionerne under DBU med undtagelse af KBU. Puljenummeret ifølge KBUs eget nummeringssystem er nævnt i parentes.